# Il Sole (tarocchi)

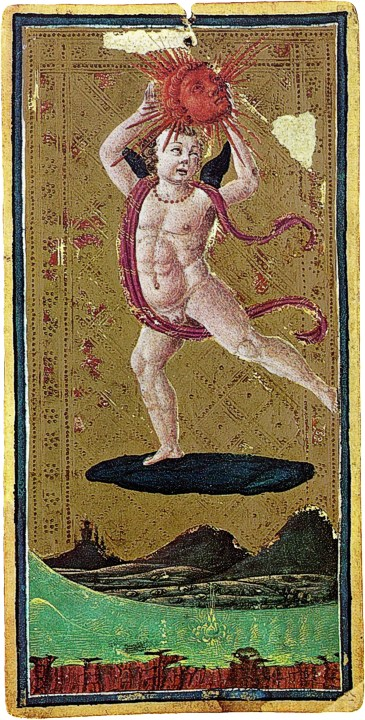
Il sole nel mazzo Visconti-Sforza.

Il Sole è una carta dei tarocchi, ed è il diciannovesimo dei trionfi o arcani maggiori.
In tutte le versioni della carta, il globo solare, quasi sempre antropomorfo, splende nella parte alta, ma gli altri elementi sono variabili per ognuna delle diverse rappresentazioni. Nei tarocchi marsigliesi sono presenti gocce d'acqua disposte intorno ai raggi solari, e due gemelli sono raffigurati a braccetto o mentre stanno giocando, di fronte a un muro. 
In una versione della carta introdotta in Belgio nel XVII o XVIII secolo, un solo bambino è raffigurato, a volte nudo, mentre cavalca un cavallo bianco reggendo una bandiera scarlatta. 
In altre versioni successive, in luogo dei gemelli sono raffigurati due giovani amanti.
Sullo sfondo, oltre all'immagine di un muro, sono talvolta presenti dei girasoli.
Significato generale
La carta del Sole, dei tarocchi, rimanda alla chiarezza, alla luce, al candore. Il Sole rappresenta il fare luce su qualcosa: una situazione, una persona, un avvenimento. 
Gioia, purezza. Tutto è alla luce del Sole. Palesarsi, manifestazione di cose, persone o idee. Risoluzione di un problema, di una disputa, di una situazione che non era ancora stata chiarita.
Rivelazioni, calore, comprensione, verità, gioia, ottenimento.